# Desplaçament cap al blau
En astronomia es denomina desplaçament cap al blau o decalatge cap al blau (blueshift en anglès) el fenomen invers del desplaçament cap al roig. Aquest últim és més conegut per la seva enorme importància en l'astronomia moderna.
És un fenomen que ocorre quan la freqüència d'un raig de llum emès per un objecte que s'aproxima a l'observador és rebuda per aquest desplaçada cap a l'extrem blau de l'espectre, és a dir, amb la seva freqüència augmentada (o el que és equivalent, amb la seva longitud d'ona disminuïda). S'aplica de la mateixa manera a qualsevol ona electromagnètica que arriba a l'observador amb una freqüència més gran que aquella amb què s'ha emès.
El fenomen del desplaçament d'ones en sistemes de referència en moviment es coneix com a desplaçament Doppler o efecte Doppler.
Mentre que el desplaçament cap al roig de la majoria de llum de les estrelles demostra que l'univers està en expansió, en astronomia hi ha alguns exemples de desplaçaments cap al blau:
- La galàxia d'Andròmeda es mou cap a la nostra Via Làctia dins el Grup Local; per tant, en ser observada des de la Terra, la seva llum es desplaça cap al blau.
- En observar galàxies espirals, el costat que gira cap a nosaltres tindrà un lleuger desplaçament cap al blau (vegeu relació Tully-Fisher).
- Algunes galàxies, més enllà del Gran Atractor, presenten un desplaçament cap al blau pel fet que s'acosten, igual que el nostre Grup Local, al centre d'aquest.
- També, els Blàzars són coneguts per emanar jets relativistes cap a nosaltres, emetent radiació síncrona i  Bremsstrahlung (radiació de frenada, sol citar-se en alemany) que mostren desplaçament cap al blau.